# Нисса Сабиан
Нисса Сабиан (настоящее имя Хойрунниса, родилась 23 мая 1999 года)  известная как  — индонезийская певица, вокалистка группы Sabyan Gambus.  Нисса известна публике тем, что часто исполняет (кавер-версии) песен жанра исламская музыка. Видеоклипы ее песен были просмотрены миллионы раз и часто находится в трендах на YouTube .  

## Биография

### Ранний период жизни
Родилась 23 мая 1999 года в округе Лумаджанг провинции Восточная Ява в семье Комара Сабьяна.   Она воспитывалась там до 6-го класса начальной школы, а затем переехала в Джакарту. Окончив среднюю школу, Нисса поступила в профессионально-техническое училище. 
После этого Нисса, которой в 2018 году исполнилось всего 19 лет, хотела продолжить обучение по специальности «музыка». Но потом, Нисса хотела в первую очередь сосредоточиться на своей музыкальной группе. 

### Сабиан Гамбус
Сабиан Гамбус стал известен публике, поскольку он часто исполняет исламские песни или молитвы пророка, либо перепевая (кавер-версии), либо исполняя новые произведения. Группа Sabyan Gambus, состоящая из нескольких бывших учеников исламской школы-интерната, базирующейся в Джакарте, Индонезия
Sabyan Gambus изначально предназначался для свадеб.  Самый популярный сборник салаватских песен - Нисса Сабьян, в том числе Йа Маулана, Дин Ассалам, Йа Джамалу, Лоу Кана Байнанал Хабиб, Йа Хабибал Кольби, Рахман йа Рахман, Йа Асийкол Мустофа, Ахмад Йа Хабиби, Йа Тайба, Комарун, Ассаламуалайка йа Расулуллах и другие.  

## Фильмография
| Год  | Заголовок                | Роль  | Производство        |
| ---- | ------------------------ | ----- | ------------------- |
| 2019 | Сабьян: Менджемпут Мимпи | Нисса | Милления Фотографии |

## Награды
| Год  | Награда                     | Категория | Результат |
| ---- | --------------------------- | --------- | --------- |
| 2018 | Анугерах Сийар Рамадан 1439 | Победа    |           |